# Dichroa tristyla
Dichroa tristyla là một loài thực vật có hoa trong họ Tú cầu. Loài này được W.T.Wang & M.X.Nie mô tả khoa học đầu tiên năm 1981.